# Хидроелектрана Пирот
Хидроелектрана Пирот је лоцирана на југоистоку Србије. У састав Хидроелектране спадају Мала хидроелектрана Темац и Хидроелектрана Завој. За датум оснивања се узима 1978. година.

## Историјат

### Пиротско електрично друштво и рад термоелектране
Министарство трговине и индустрије је 31. марта 1920. године донело решење којим је одобрено формирање акционарског друштва под називом: 
Пиротско електрично и индустријско друштво. Основни капитал друштва је био милион динара у сребру а штампано је укупно 10 000 акција у вредности од по 100 динара.
Пиротска општина је дала Друштву концесију на производњу и продају електричне енергије за наредних 50 година. На тај начин се Друштво обавезало да само они испоручују и продају струју Пироћанцима.
Пиротско електрично друштво је најпре морало да изгради електричну централу те је Термоелектрана изграђена на десној обали Нишаве поред Големог моста и по капацитету је била мања. Из централе је прва струја потекла 12. августа 1922. године у домове Пироћанаца. Следеће године је инсталирано 800 кућних инсталација и расвета у улицама. 1925. године је због повећане утрошње енергије, Друштво је тражило нови саугас мотор од 150 KS а испорука је била следеће године.
1926. године је Друштво радило на пројекту градње Хидроелектране на реци Нишави. По пројекту који су урадили са фирмом Сименс и Шукерт, она је требало да буде изграђена у селу Станичење. Такође су предвиђени и изградња далековода и електрификација неколико села у нишавској долини. Општина међутим, није била заинтересована да финансира овај пројекат.
Десетак година касније је Друштво било у кризи. Цена киловата струје је била доста скупа а градски оци нису плаћали струју те је грађанство штрајковало. На протесту је одлучено да престану да користе електричну енергију и да не плаћају рачуне. Друштво је тада имало много губитака.
Индустрализација Пирота је довела до тога да се брзо реши питање изградње хидроелектране у пиротском крају. Инжењер Миладин Пећинар се одлучио за кањон реке Темштице у близини села Темска. Дозволу за почетак радова је дало Министарство трговине и индустрије 1939. године. Прву употребну дозволу су добили од стране управе Моравске бановине 9. августа 1940. године а почетком септембра је почела са производњом хидроелектрана Темац по налогу оснивача фабрике Тигар. За један дан, ХЕ Темац је могла да произведе од 1500 до 2000 KWh струје. 
| Локација                   | Темска |
| Држава у којој је основана | Краљевина Југославија |
| Оснивач                    | Пиротско електрично друштво и оснивачи фабрике Тигар |
| Пуштена у рад              | Септембар 1940. |
| Тип бране                  | Бетонски праг у кориту |
| Висина                     | 5 метара |
| Инсталисана снага          | 0,78 MW |
| Турбине                    | Три Francis турбине, произвођача „Ј. M. Voith Heidenheim“ (1940, 1945, 1953)                                                                                    |
| Генератори                 | Три генератора трофазне наизменичне струје, снаге - 400 kW, произвођача „Ganz“ (1940) - 224 kW, произвођача „AEG“ (1945) - 128 kW, произвођача „Siemens“ (1953) |
| Инсталисани проток         | 4,65 метара кубних по секунди |
| Могућа годишња производња  | 2,50 GWh |

### Електране после Другог светског рата
Електране су после рата пале у руке Општинског народног одбора али је враћен Друштву 1. фебруара 1945. године због нерентабилности и проблема у одржавању постројења.
Производњом струје која се кретала почетком 1945. године у просеку око 55 000 KWh, обезбеђено је довољно електричне енергије да се несметано обавља доток струје Пироту, Темској и Гњилану.
Пиротско електрично друштво је дато на управо поверенику одељења индустрије и рударства Окружног народног одбора октобра 1945. године.
Све до маја исте године су индустријалци Мита Гага и браћа Цекић, оснивачи Тигра, успевали да задрже власништво над ХЕ Темац али су ускоро, тачније марта 1946. године уступили хидроелектрану држави.
Термоелектрана поред Нишаве је 1. марта 1947. на основу пресуде Среског суда у Пироту припала држави.
Потрошња електричне енергије је утростручена после рата те је одлучено да се Пирот што пре прикључи енергетском систему Србије изградњом далековода према Нишу који је завршен 1947. године. Исте године је термоелектрана престала да ради.
У следећим годинама је почела градња Хидроелектране Завој а престала је са радом ХЕ Темац. Премало воде је ишло током реке те је хидроелектрана Темац постала нерентабилна и конзервирана је у радном стању.

### Рад ХЕ Пирот деведесетих година
Почетком деведесетих година је ХЕ Пирот била део система Ђердап.
1991. године је завршена генерална проба целог система ХЕ Пирот те је утврђено да може да се укључи у енергетски систем Србије за тридесетак секунди. Исте године је одлучено да се изгради компензациони базен на левој страни Нишаве у граду. Друга идеја је била да се преведе Топлодолска река у акумулацију Завој али до тога никада није дошло. До краја исте године је произведено 84.158 MWh електричне енергије што је највећа забележена производња ХЕ Пирот у периоду од 1990 - 1996.
1995. године се отпочело са радовима који су се тицали превођења Топлодолске реке у Завојско језеро. Планирана је била и градња тунела кзор Стару планину дужине 5 и по километара који би требало да бујичне воде са Миџора уводи у акумулацију Завоја. Тунел није ископан до краја и стало се са радовима.
Следеће године се почело са планирањем изградње малих хидроелектрана Трнски Одоровци, Паклештица, Црноклиште, Тигар и Пољска Ржана које се никад нису изградиле до дан данас. ХЕ Пирот је исте године прославила са производњом од 100 милиона KWh.
ХЕ Пирот се редовно искључивала и укључивала у систем енергетског система Србије за време санкција.

### ХЕ Пирот у новом веку
2002. године је ХЕ Пирот почела преговоре са мештанима села Темска о превођењу Топлодолске реке у акумулацију Завој. Преговори су трајали скоро две године. ХЕ Пирот је тврдила да ће мештанима оставити биолошки минумум од 200 литара воде у секунди. Мештани нису желели овај пројекат јер је пуштањем у рад ХЕ Завој, Темштица односно Топлодолска река већ била биолошки минимум. Становништво није попуштало те је одлука пала на СО Пирот 2004. године која такође није дала зелено светло за наставак радова.
ХЕ Пирот има у плану да изгради неколико мини хидроелектрана на Старој планини са још неколико инвеститора, против чега води жестока кампања мештана овог краја.

## Објекти ХЕ Пирот
- Машинска зграда: Надземна СА 2 вертикална агрегата са Францисовим турбинама, са командним и разводним постројењем. Време рада електране 1400 сати годишње (4,5-5 сати на дан), и са годишњом производњом од 120GWh просечно. Електрана је прилагодљива и таквом дијаграму дневног оптерећења када су неравномерности изразите, а шпицеви потрошње краткотрајни и оштри.
- Брана на ХЕ Завој: Прелив са брзотоком и са ски скоком. Прелив је са 3 поља 9x10,2m. Димензионисан је на максимално вероватни водостај: Qмпф=1820m3/с. Темељни испуст: адаптиран је постојећи тунел изграђен 1963. год. дт=2,3m а дужине 600m. Служи за евакуацију воде током експлоатације. Опточни тунел: за евакуацију воде током градње, а по завршетку објекта као дренажна галерија. Дужине 930m, потковичаст профил висине 3m.
- Доводни органи: Доводни тунел са улазном грађевином и тунелском затварачицом. Дужине тунела 9093m, пречника 4,5m, и изведен је класично и кртицом (по 1/4 и 3/4). Водостан висине 97m, променљивог пречника од 8 до 15m. Челични цевовод са тунелским делом цевовода од 400m, укупне дужине 2030m, пречника 3,10m, 3m и 2,9m. Испред електране рачва се у две рачве д=1,70m. Укопан у терен са земљаним натслојем 1,60m. Пројектован и изграђен без анкерских блокова, представља јединствен објекат у Европи.
- Остало: Одводна вода, бетонски трапезасти профил за одвод 45m3/с. Дужина објекта 1300m. Компензациони базен 1 и 2 укупне запремине 650.000m3 + 86.000m3.[8]